# CIITA
El transactivador del complejo mayor de histocompatibilidad clase II (CIITA) es una proteína codificada en humanos por el gen CIITA. Mutaciones en este gen son responsables del síndrome del linfocito desnudo en el cual el sistema inmune se ve seriamente comprometido y no puede luchar de forma efectiva contra las infecciones.

## Función
El ARNm del gen CIITA puede ser detectado únicamente en células y tejidos que posean el sistema HLA de clase II. Esta fuerte restricción en su distribución tisular sugiere que la expresión de los genes del sistema HLA de clase II se encuentran muy controlados por CIITA. Sin embargo, CIITA no parece unirse directamente al ADN. En su lugar, CIITA actúa a través de la activación de un factor de transcripción llamado RFX5. De hecho, CIITA es clasificado como un coactivador transcripcional.
La proteína CIITA contiene un dominio ácido que actúa como activador transcripcional, 4 dominios LRR (repeticiones ricas en leucina) y un dominio de unión a GTP. Esta proteína utiliza la unión de GTP para facilitar su propio transporte al núcleo celular. Una vez en el núcleo, la proteína actúa como un regulador positivo de la transcripción de los genes del complejo mayor de histocompatibilidad de clase II, y es a menudo referido como "master control factor" por la expresión de estos genes.

## Interacciones
La proteína CIITA ha demostrado ser capaz de interaccionar con:
- RFX5[8][3]
- MAPK1[9]
- XPO1[10][9]
- NCOA1[11]
- RFXANK[12][8]